# 제펠트 (취리히)

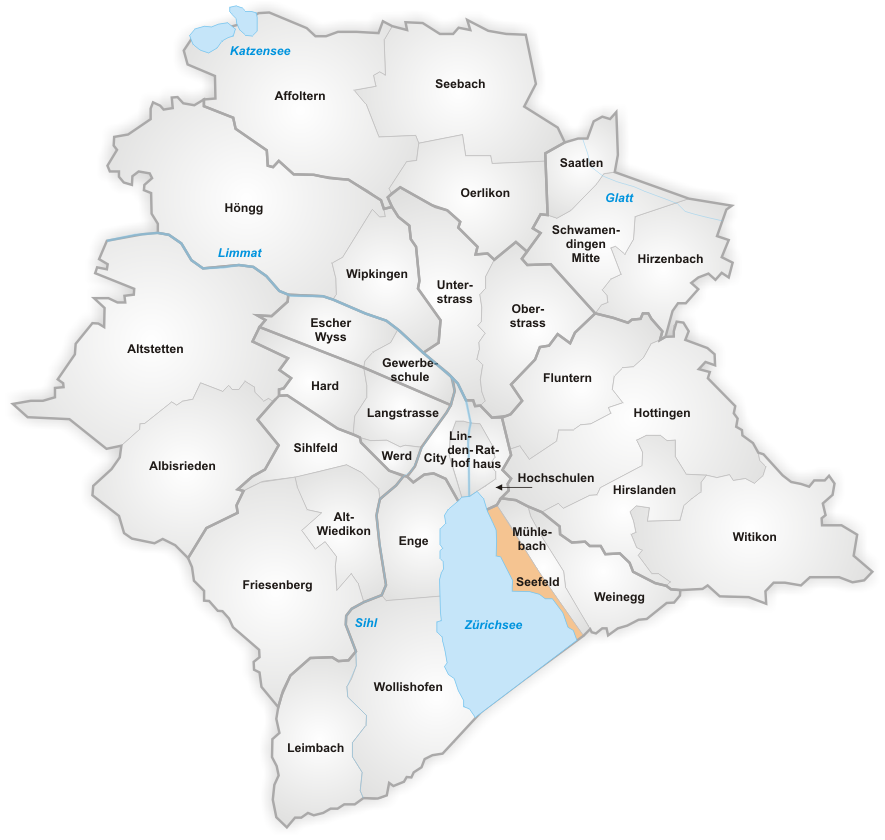
취리히 제펠트

제펠트(독일어: Seefeld)는 스위스 취리히 8구에 있는 4분의 1이다.
1893년 취리히에 통합된 리스바흐 시정촌의 일부였다. 이 분기에는 2.45km² 면적에 4,923명의 인구가 분포되어 있다. 지구 면적의 71.6%(1.76km²)가 취리히 호수에 속한다.

## 콰이안라겐
하펜 리스바흐는 리스바흐 항구 지역을 의미하며, 제펠트콰이와 블라터비스 사이에 위치하고 있다. 항구 자체는 개인 소유의 선착장으로 사용되는 엥게 항구와 같다. 2004년, 리스바흐스트라세의 인기 있는 개방형 리도에 있는 오래된 키오스크는 건축가 안드레아스 푸리만과 가브리엘레 헤슐러가 설계한 다각형 파빌리온으로 교체되었으며, 지금은 작은 레스토랑이 있다. 제펠트콰이 뿐만 아니라 역사적인 콰이안라겐의 일부이며, 다양한 디자인 기간의 공원 디자인을 결합한다. 돌기둥 클라우스스터드 원래 호수에 서 있었고, 취리히 공화국의 중세 금지령의 경계 지정으로 사용되었다. 그곳에서 도시 어부들의 어업권도 종료되었고, 여기에서 아인지델른 수도원 순례자들은 기도와 노래의 음량을 낮추어 개신교 도시에 대한 영광을 증명했다. 부두 건설에 매립지이기 때문에 기둥은 공원 한가운데에 서 있다. 헨리 무어의 조각품 이름은 쉽 피스(Sheep Piece, 1971-72)이며, 1976년에 기증되었다. 르코르뷔지에관은 이전에 르코르뷔지에 센터–하이디 베버 박물관으로 불렸고, 스위스-프랑스의 작품 전용 미술관이며, 건축가 르 코르뷔지에의 작품을 전시하고 있다. 제펠트콰이와 블라터비스 사이에 위치하고 있다. 1993년 블라터비스와 벨레리베스트라세 사이에 취리히 중국정원이 개장했다.

## 볼거리
다른 관심 장소로는 슈샤드 박물관과 벨레리브 박물관, 호숫가 목욕탕인 제바트 우토콰이와 슈트란바트 티펜브루넨, 취리히 대학교의 식물원( 바이네크 분기), 일부 오래된 저택, 양조장과 공장을 개조한 뮐레 티펜브루넨 등이 있다. 문화센터. 제펠트 분기에는 평균 이상의 수의 델리카트슨과 미용실, 법률 회사를 찾을 수 있다. 주거 지역으로 제펠트는 매우 인기가 있지만, 저렴한 아파트는 일반적으로 구할 수 없다.

## 교통
대중교통으로는 S6 및 S16 라인 이 있는 취리히 S반의 티펜브루넨역이 있으며, S반의 노드역 중 하나인 슈타델호펜역이 인근에 있다. 현지 사용을 위해 취리히 트램 노선 2 및 4, 트롤리 버스 노선 33, 버스 노선 912 및 916이 주변 지자체로 운행된다. ZSG역 취리히호른은 또 다른 대중교통 서비스이다.

## 갤러리

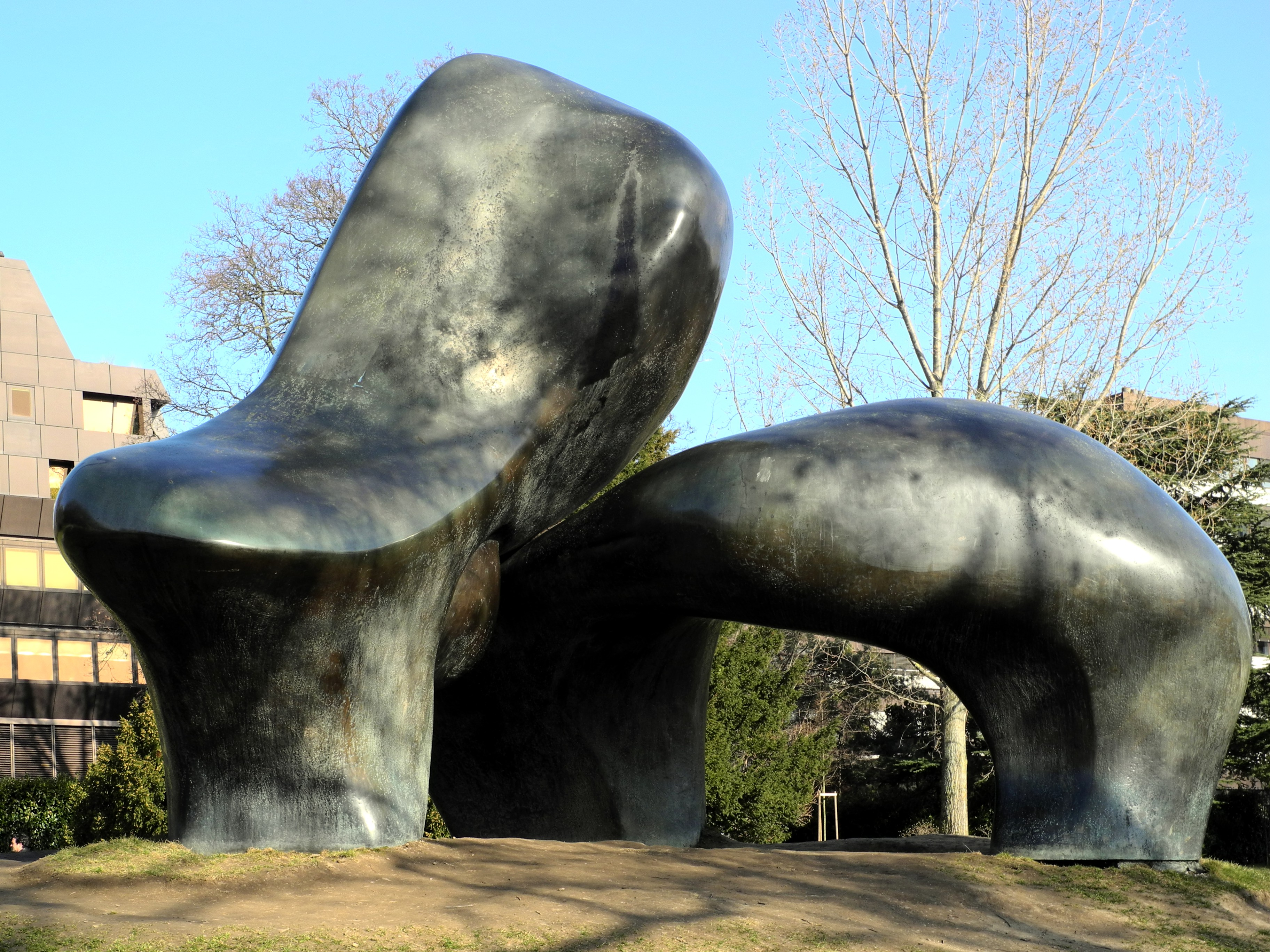
Sheep Piece, 1971–72 by 헨리 무어 (리스바흐 선착장)
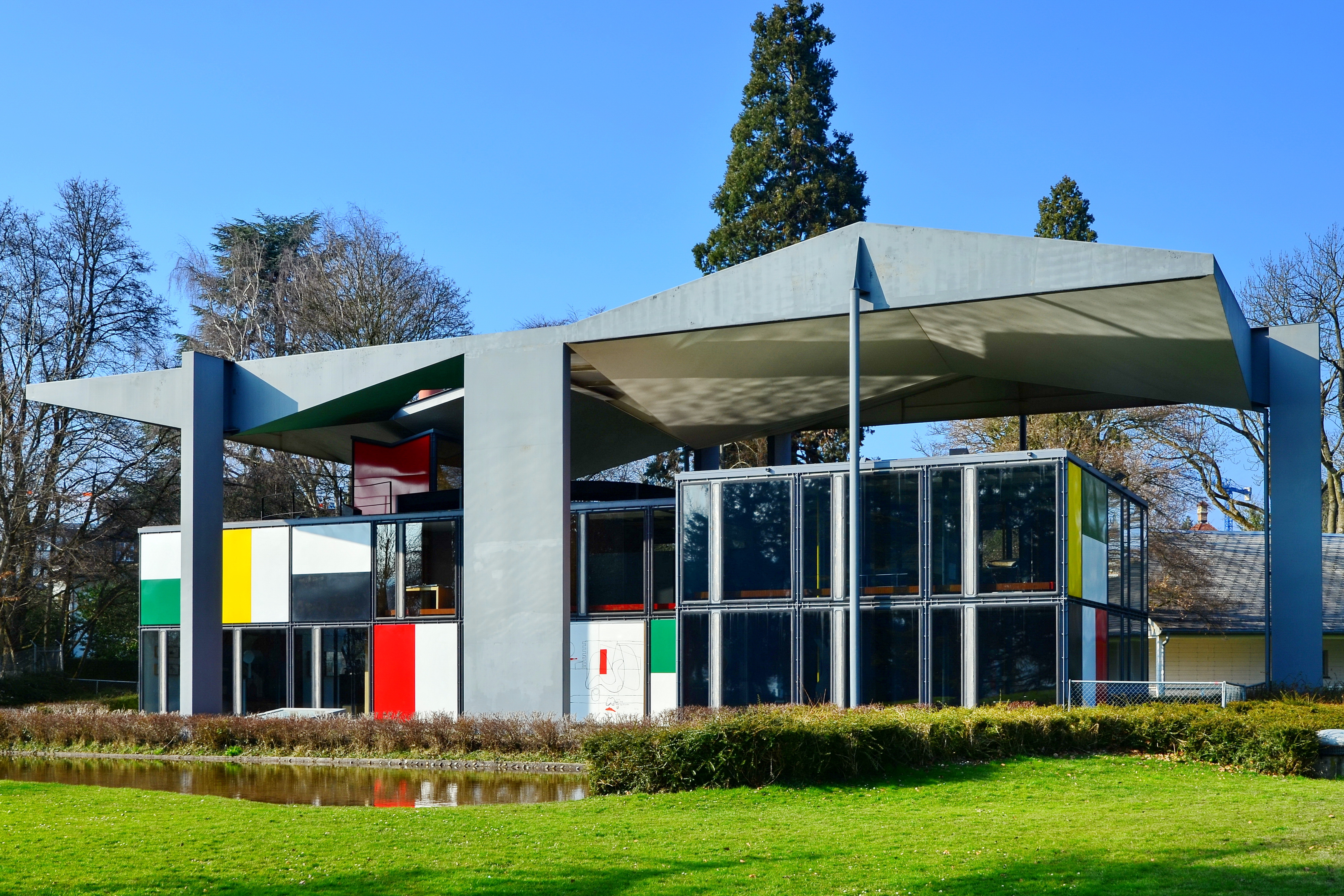
르코르뷔지에관
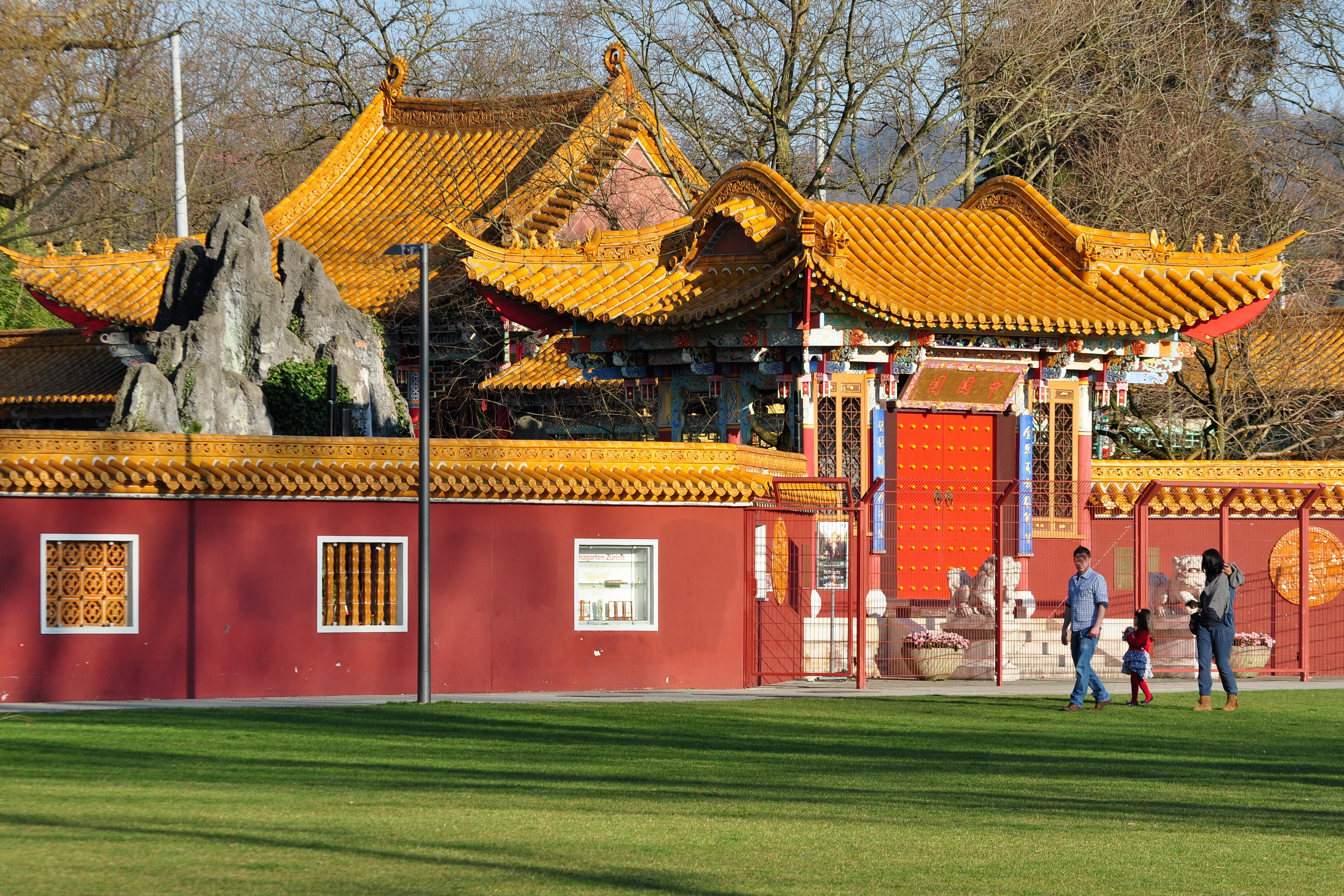
자매도시 쿤밍이 기증한 중국정원
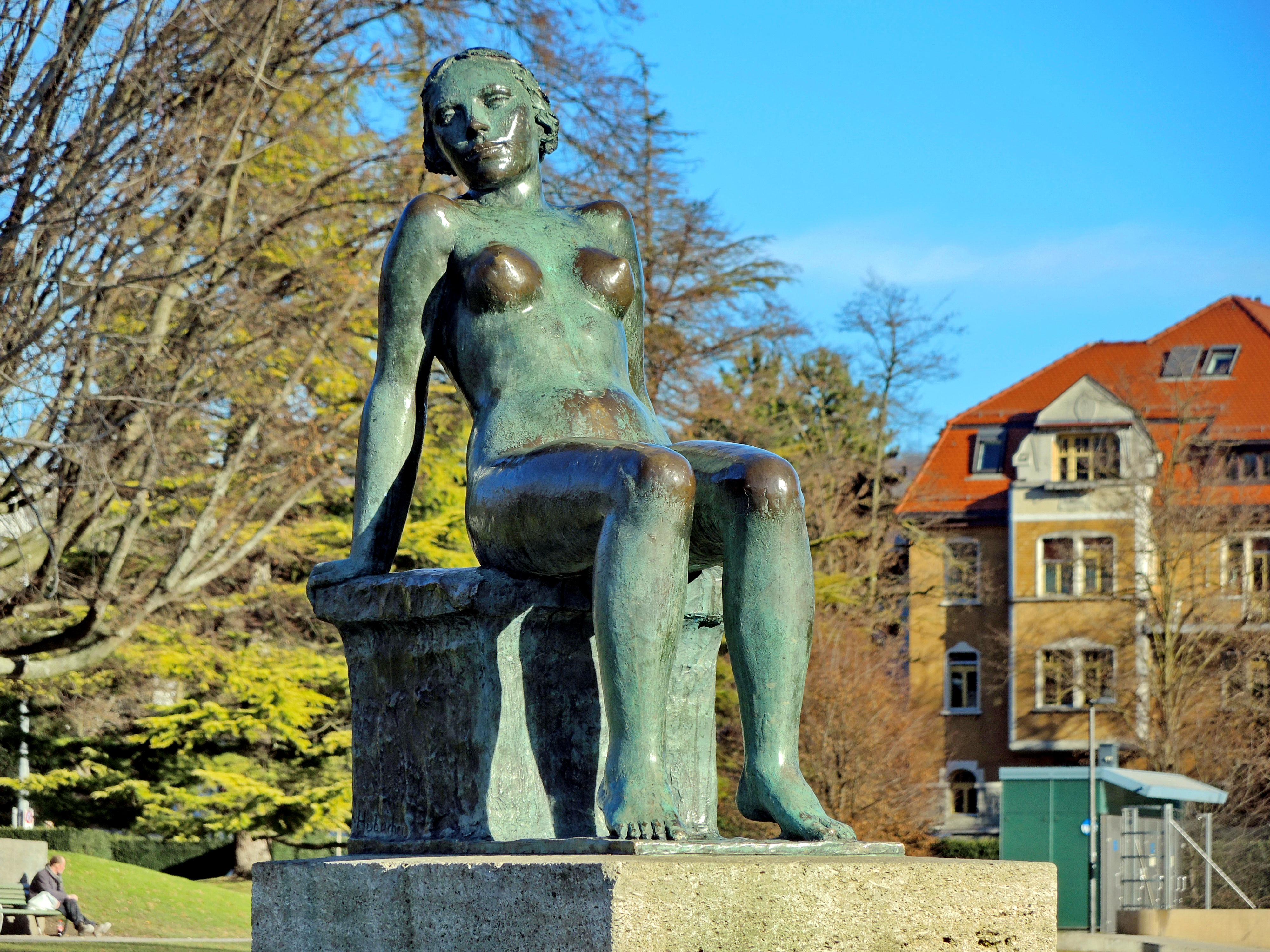
블라터비세 지트텐제 by 헤르만 후바허
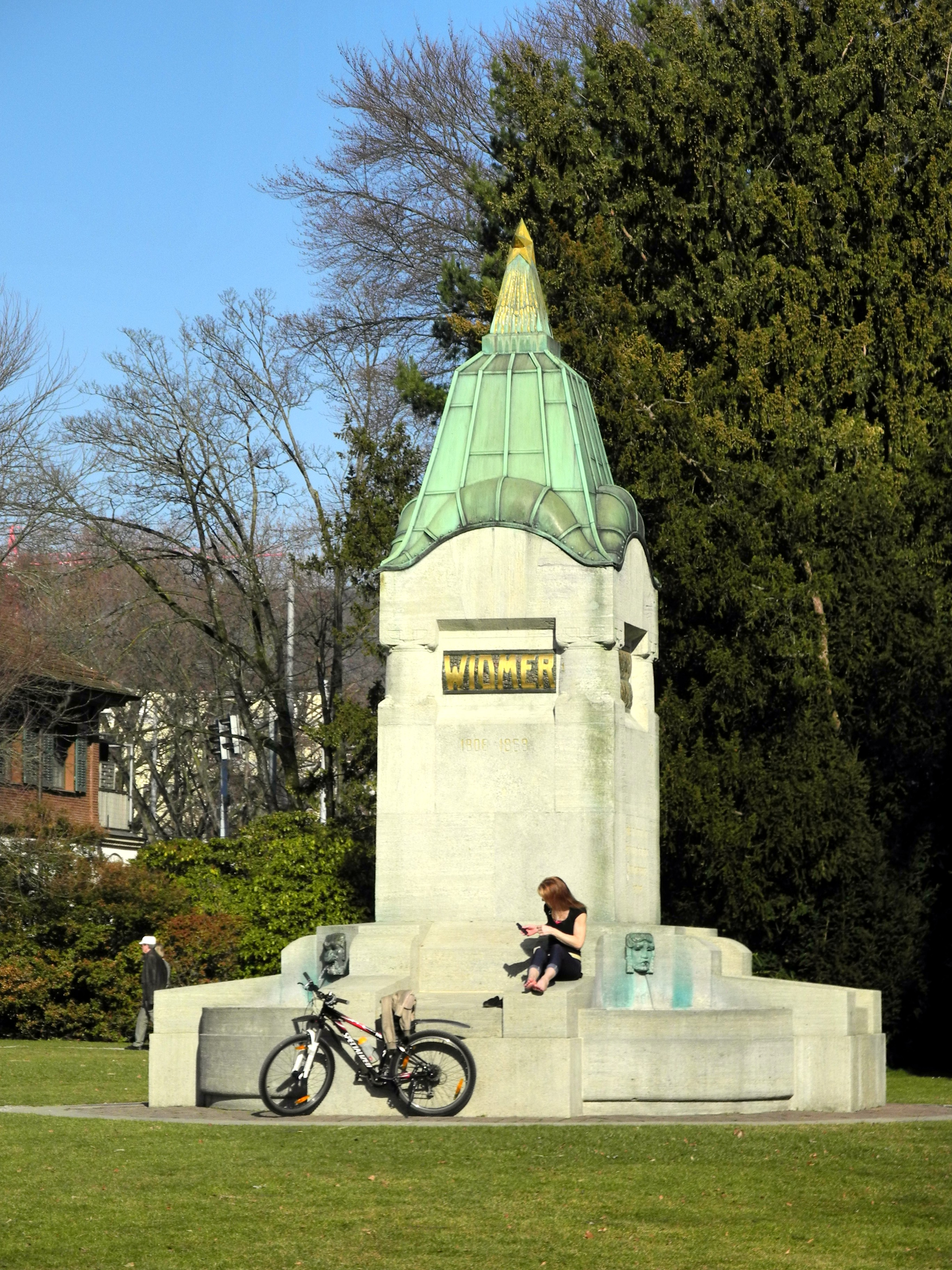
스위스 국가의 작곡가 알베리히 츠비시크와 작시를 한 레온하르트 비트머를 기념하는 기념 분수(취리히호른)
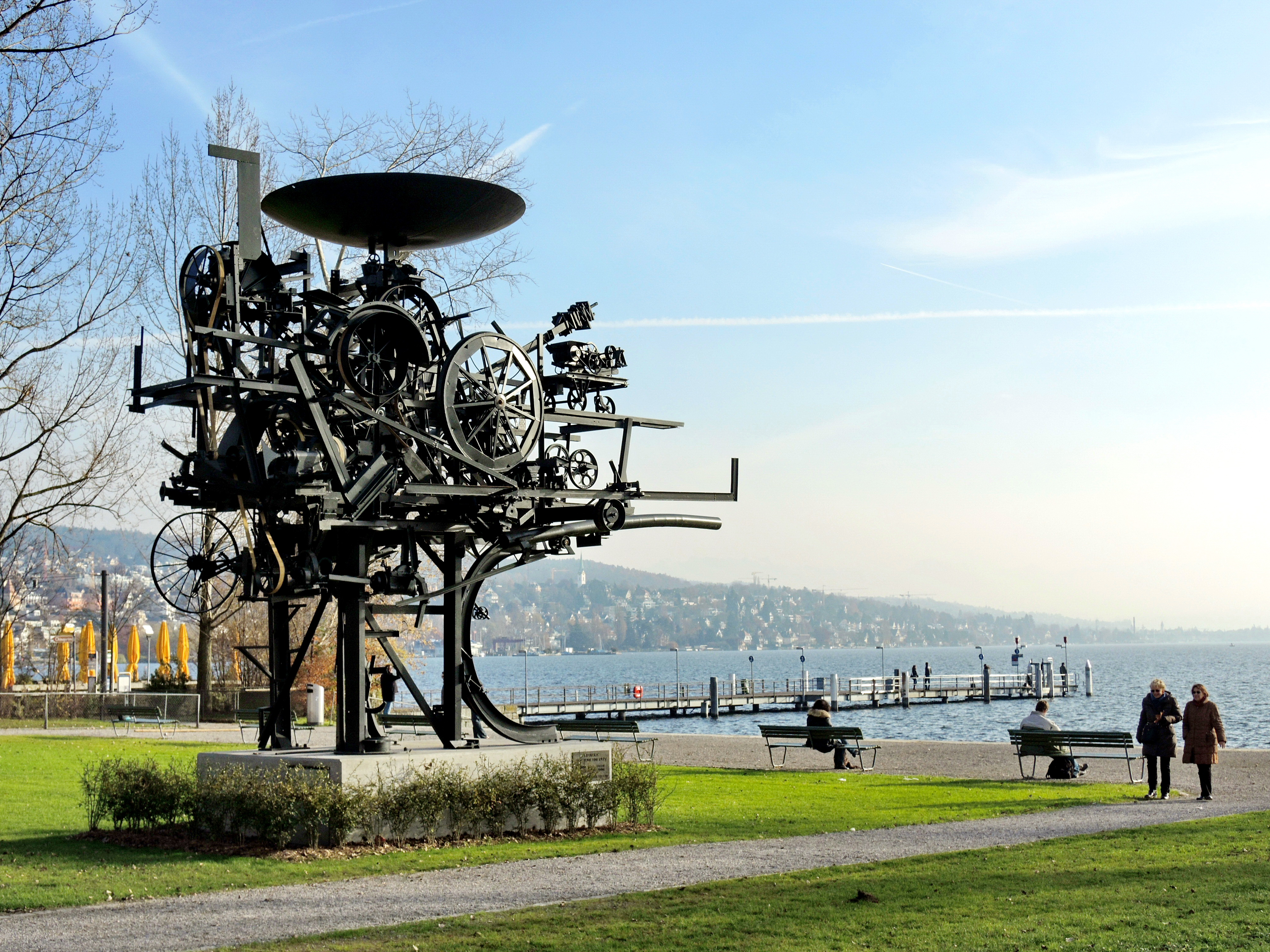
취리히호른에 장 팅겔리
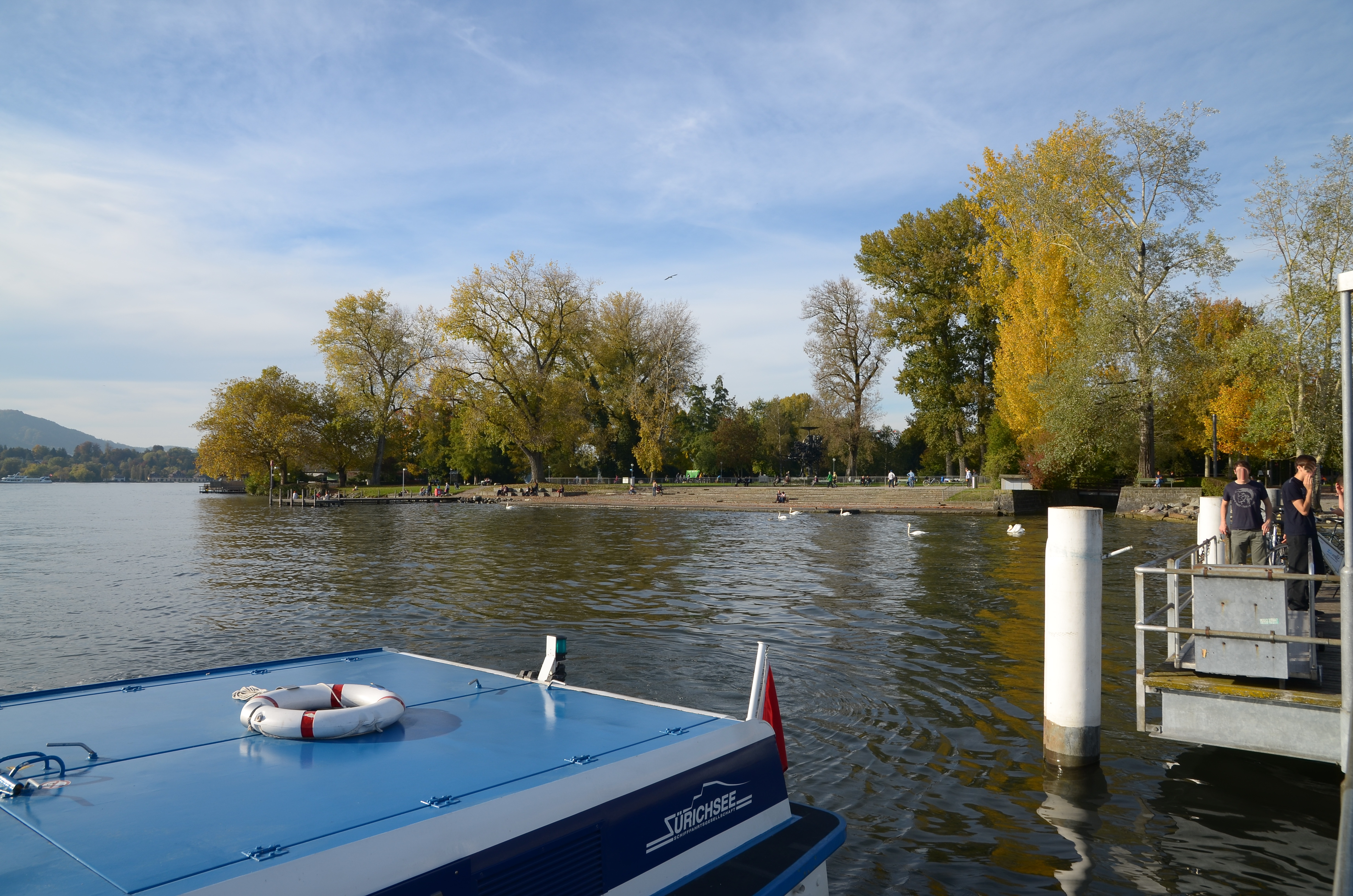
취리히호의 ZSG 선착장 취리히호른
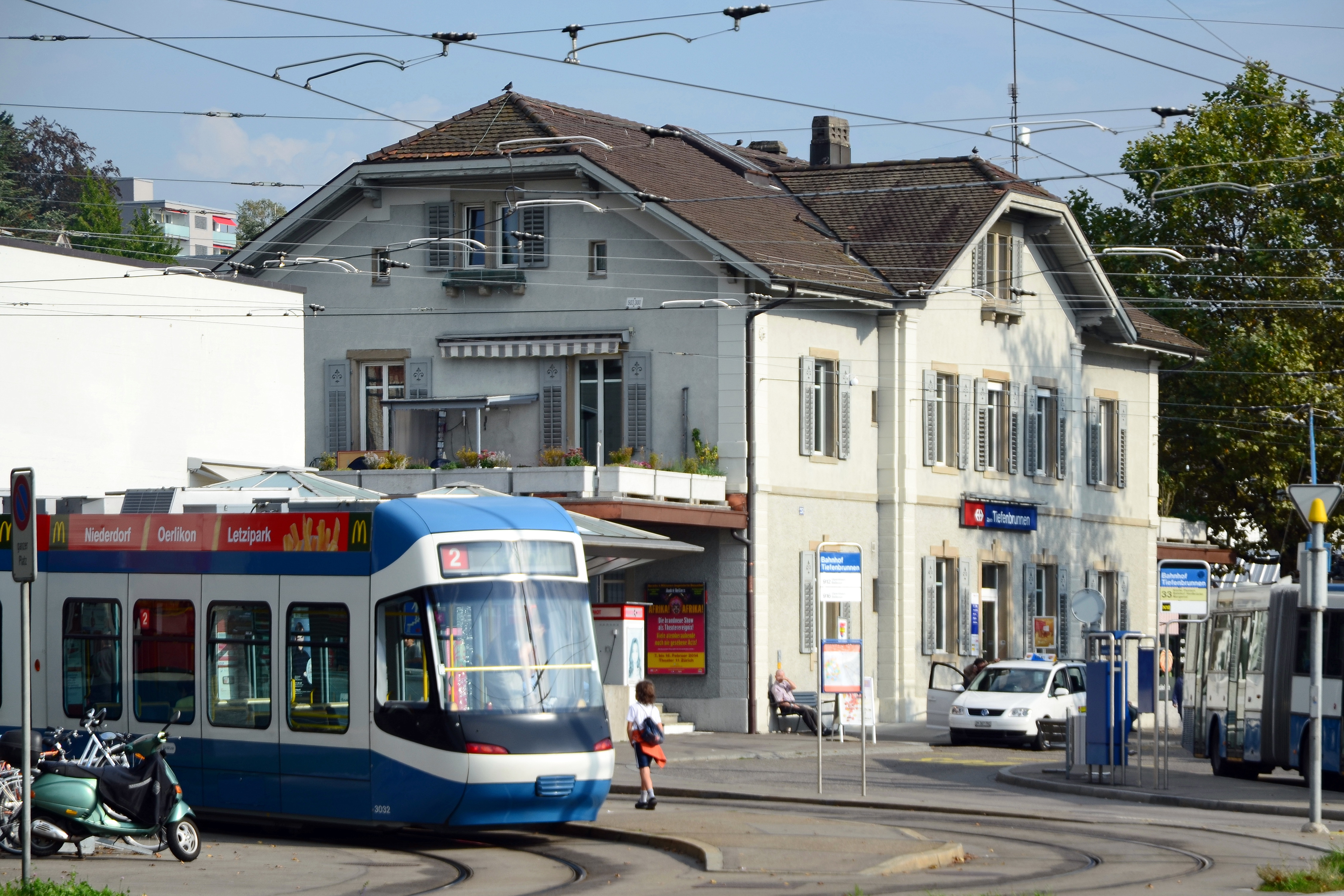
취리히 티펜브루넨역